# Оливник попелястий
Оли́вник попелястий (Hemixos flavala) — вид горобцеподібних птахів родини бюльбюлевих (Pycnonotidae). Мешкає в Гімалаях і Південно-Східній Азії.

## Опис

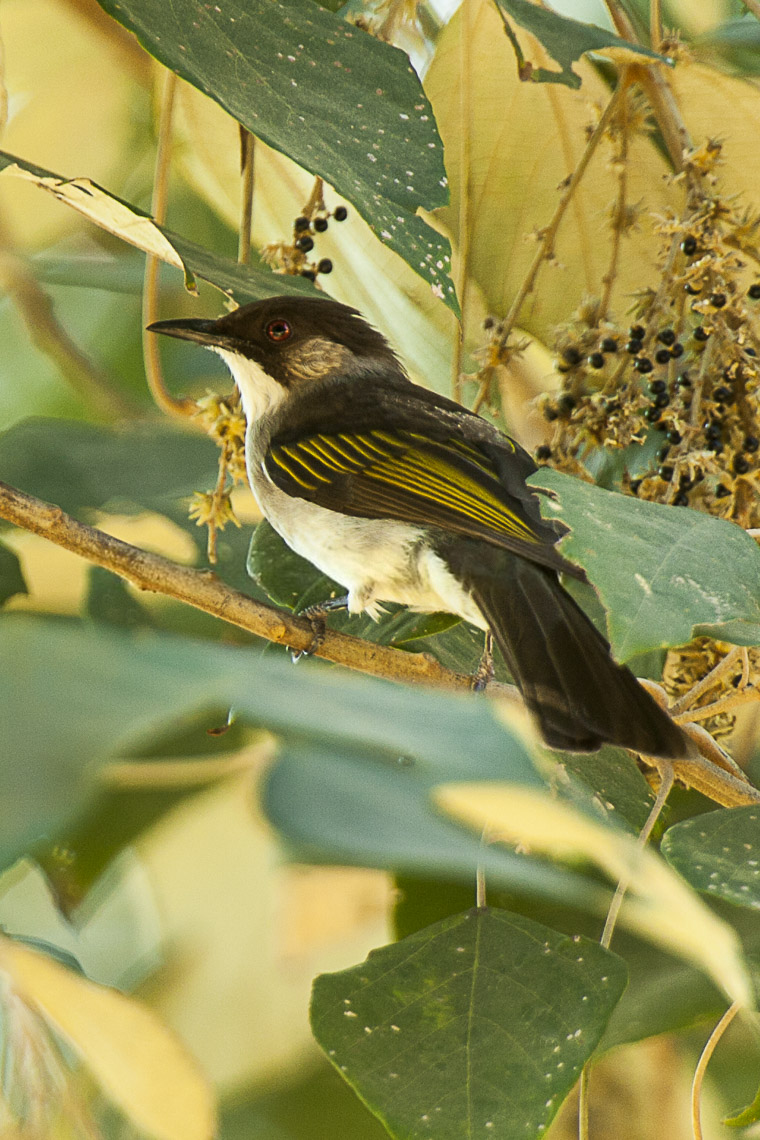
Попелястий оливник

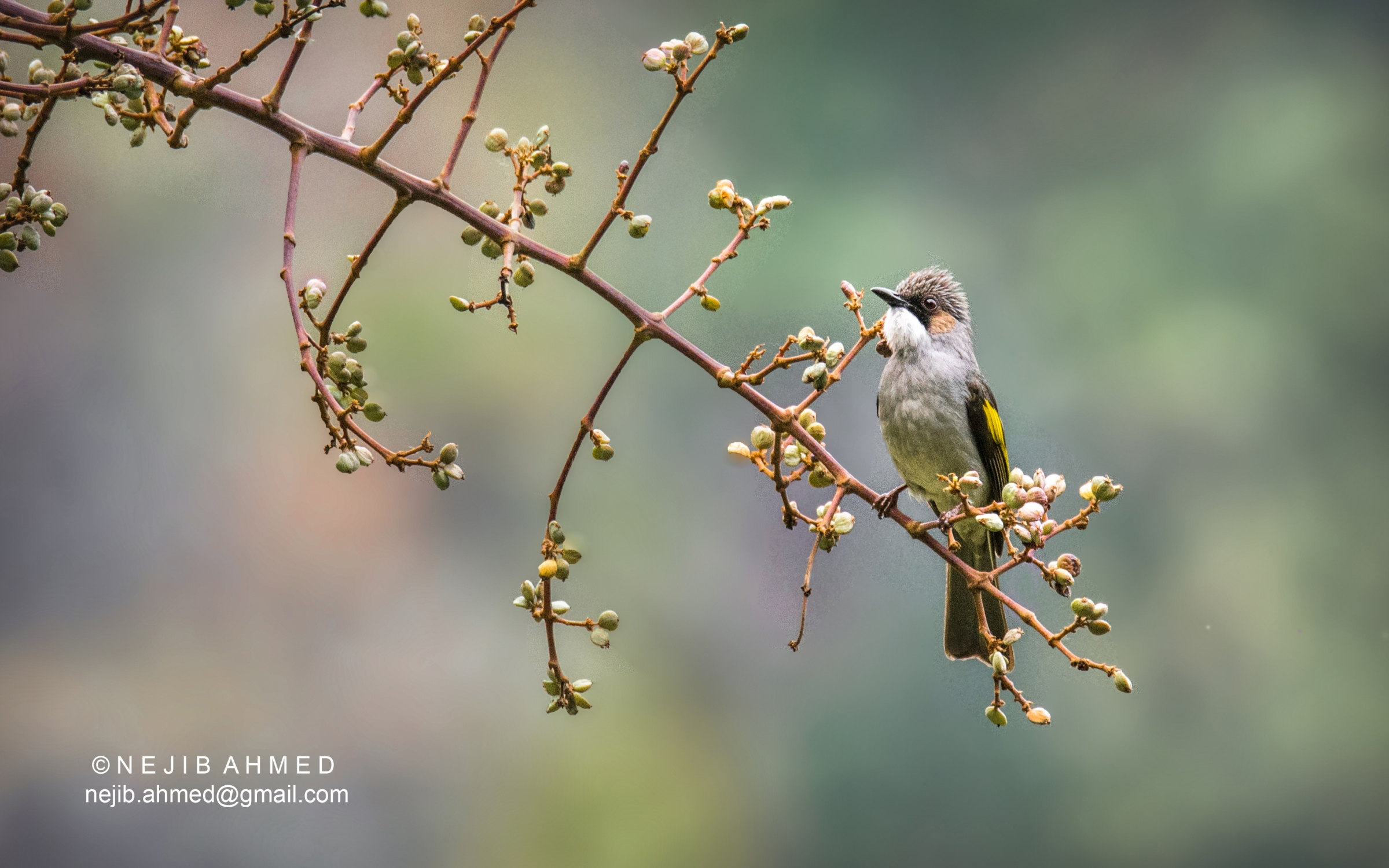
Попелястий оливник

Довжина птаха становить 20—21 см. Забарвлення переважно попелясто-сіре, нижня частина тіла світла, на крилах оливково-жовта пляма, горло біле. На горлі пір'я утворює пухнасту «бороду». Обличчя чорнувате, на голові невеликий чуб, на скронях рудувато-коричневі плями. Представники підвиду H. f. remotus вирізняються темнішою головою і менш жовтими крилами.

## Підвиди
Виділяють п'ять підвидів:
- H. f. flavala Blyth, 1845 — Гімалаї, Північно-Східна Індія, північний схід Бангладеш, північно-західна М'янма і південь Китаю;
- H. f. hildebrandi Hume, 1874 — східна М'янма і північно-західний Таїланд;
- H. f. davisoni Hume, 1877 — південно-східна М'янма і південно-західний Таїланд;
- H. f. bourdellei Delacour, 1926 — південний Китай, східний Таїланд, північний і центральний Лаос;
- H. f. remotus (Deignan, 1957) — південний Індокитай.

Сірий оливник раніше вважався підвидом попелястого оливника

## Поширення і екологія
Попелясті оливники живуть у вологих рівнинних і гірських тропічних лісах, на полях і плантаціях. Зустрічаються на висоті від 700 до 1600 м над рівнем моря. Живляться плодами, комахами і нектаром.